# Province de Carangas
La province de Carangas (en espagnol : Provincia de Carangas) est une des 16 provinces du département d'Oruro, en Bolivie. Son chef-lieu est la ville de Corque.